# Anomala niijimae
Anomala niijimae är en skalbaggsart som beskrevs av Ohaus 1925. Anomala niijimae ingår i släktet Anomala och familjen Rutelidae. Inga underarter finns listade i Catalogue of Life.